# Djiguenni (departement)
Djiguenni är ett departement i Mauretanien.   Det ligger i regionen Hodh Ech Chargui, i den södra delen av landet, 800 km öster om huvudstaden Nouakchott.